# Liste der Biografien/Martig
Liste der Biografien |
Portal Biografien |
Personensuche
# |
A |
B |
C |
D |
E |
F |
G |
H |
I |
J |
K |
L |
M |
N |
O |
P |
Q |
R |
S |
T |
U |
V |
W |
X |
Y |
Z |
?
 
Ma |
Mb |
Mc |
Md |
Me |
Mf |
Mg |
Mh |
Mi |
Mj |
Mk |
Ml |
Mm |
Mn |
Mo |
Mp |
Mq |
Mr |
Ms |
Mt |
Mu |
Mv |
Mw |
Mx |
My |
Mz
 
Maa |
Mab |
Mac |
Mad |
Mae |
Maf |
Mag |
Mah |
Mai |
Maj |
Mak |
Mal |
Mam |
Man |
Mao |
Map |
Maq |
Mar |
Mas |
Mat |
Mau |
Mav |
Maw |
Max |
May |
Maz
 
Mara |
Marb |
Marc |
Mard |
Mare |
Marf |
Marg |
Marh |
Mari |
Marj |
Mark |
Marl |
Marm |
Marn |
Maro |
Marp |
Marq |
Marr |
Mars |
Mart |
Maru |
Marv |
Marw |
Marx |
Mary |
Marz
 
Marta |
Marte |
Marth |
Marti |
Martj |
Martl |
Martm |
Martn |
Marto |
Martr |
Marts |
Martt |
Martu |
Martw |
Marty |
Martz
 
Martia |
Martic |
Martie |
Martig |
Martik |
Martil |
Martim |
Martin |
Martir |
Martis |
Martit |
Martiu |
Martiv
Die Liste der Biografien führt alle Personen auf, die in der deutschsprachigen Wikipedia einen Artikel haben. Dieses ist eine Teilliste mit 15 Einträgen von Personen, deren Namen mit den Buchstaben „Martig“ beginnt.

## Martig
- Martig, Charles (* 1965), Schweizer Theologe
- Martig, Emanuel (1839–1906), Schweizer Pfarrer und Pädagoge
- Martig, Paul (1869–1933), Schweizer reformierter Theologe
- Martig-Tüller, Barbara (* 1940), Schweizer Sopranistin

### Martign
- Martignac, Jean-Baptiste Gay, vicomte de (1778–1832), französischer Staatsmann und Innenminister
- Martignon, Hector (* 1959), kolumbianischer Jazzpianist
- Martignon, Luigi (1911–1984), italienischer Maler und Grafiker
- Martignoni, Adolf (1909–1989), Schweizer Eishockeyspieler
- Martignoni, Angiolo (1890–1952), Schweizer Anwalt und Politiker (CSP)
- Martignoni, Arnold (1901–1984), Schweizer Eishockeyspieler
- Martignoni, Benedikt (1810–1888), österreichischer Politiker, Landtagsabgeordneter
- Martignoni, Giovanni (1830–1915), Schweizer Erfinder des Spiralbohrers
- Martignoni, Werner (1927–2024), Schweizer PolitikerWerner Martignoni (1927–2024)

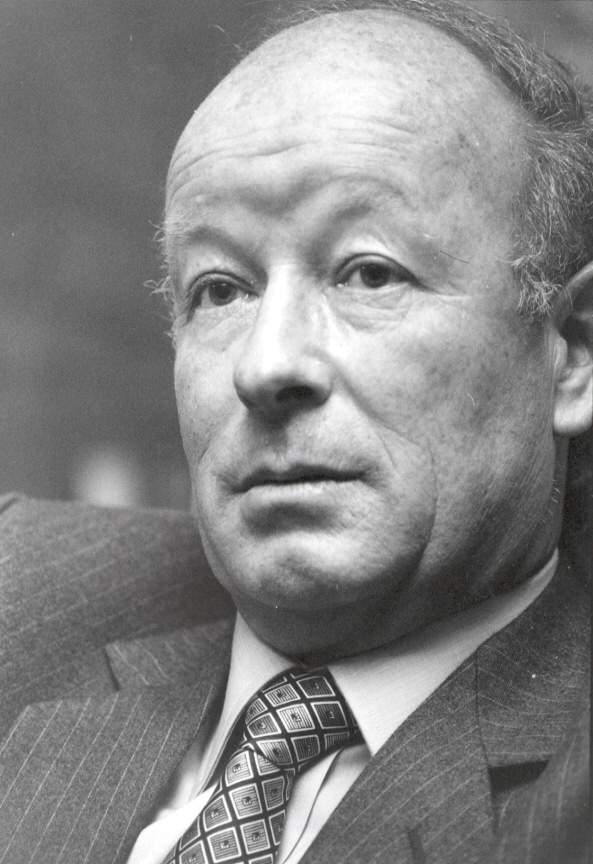
Werner Martignoni (1927–2024)

- Martigny, Alain de (* 1946), französischer Fußballspieler und -trainer
- Martigny, Joseph Alexandre (1808–1880), französischer katholischer Geistlicher und Christlicher Archäologe